# Сезьки
Се́зьки (укр. Сезьки) — село,
Сезьковский сельский совет,
Ичнянский район,
Черниговская область,
Украина.
Код КОАТУУ — 7421788401. Население по переписи 2001 года составляло 265 человек .

Является административным центром Сезьковского сельского совета, в который, кроме того, входят сёла 
Гейцы,
Дзюбовка,
Тишковка и посёлок
Коломийцево.

## Географическое положение
Село Сезьки находится на расстоянии в 1 км от села Гейцы.
Рядом проходит железная дорога, станция Платформа 720 км в 0,5 км.

## История
- Село Сезьки основано в XVII веке.

## Объекты социальной сферы
- Школа.
- Клуб.
- Фельдшерско-акушерский пункт.

## Достопримечательности
- Братская могила советских воинов.